# 薬師寺元一
薬師寺 元一（やくしじ もとかず）は、戦国時代の武将。細川氏の重臣。摂津国守護代。

## 生涯
元一は薬師寺元長の実子とされてきたが、元長の弟である薬師寺長盛の長男で、子供のいない元長の養子になったとする説が有力視されている。細川政元の偏諱を受けて元一と名乗る。
明応9年（1500年）、政元の命により河内国の畠山義英を助けて畠山尚順を破るという武功を挙げた。
文亀元年（1501年）、元長が死去したため、家督を継いで摂津守護代となり、細川政元に仕えた。しかし、近年の研究では摂津守護代職は分割され、兄である元一（与一・九郎左衛門・備後守）が上郡守護代に、弟である長忠（与次・三郎左衛門・安芸守）が実父・長盛の地位を引き継ぐ形で下郡守護代に就いたと考えられている。
文亀3年（1503年）、政元の命令により、阿波国細川家から細川澄元を養子に迎える交渉を果たしている。
永正元年（1504年）閏3月、政元が突如、元一を守護代から解任しようとする。ところが、11代将軍・足利義澄がこの人事に介入して政元に命じて解任を中止させ、元一は義澄に馬や太刀などを贈っている。
同年9月4日、赤沢朝経と共に政元を廃して澄元を擁立しようという陰謀を企て、三弟の寺町又三郎（通隆の養子）とともに摂津で挙兵する。しかし、次弟の長忠らに攻められて敗れ、19日に居城の淀城が落城して捕縛された。そして、同日に政元の命令で京都に送られて、翌20日に自害を余儀なくされた。享年28。家督と守護代職は弟の長忠が継いだ。
また、芥川豊後守の養子となっていた末弟・芥川信方（信太郎）はこの反乱には加わらなかったものの、澄元派として知られており、永正5年（1508年）5月に堺にて細川高国に謀殺されている。
なお、元一の遺児である万徳丸（薬師寺国長）・岩千代丸（薬師寺国盛）兄弟は助命されて後に細川高国に召し出されているが、これは元一の正室が赤松氏の一族である摂津有馬氏の出身で、細川氏と赤松氏の関係に配慮した措置とみられている。

## 辞世の句
辞世の句「地獄には よき我が主（若衆）の あるやとて 今日おもひたつ 旅衣かな」から、主君の政元と男色関係にあったといわれる。この歌は掛詞となっており、「我が主」と詠むと地獄にいる良い主のもとに決然と旅立つ歌となるが、「若衆」と詠むと地獄にも良い若衆がおりお前にとっても居心地がよいぞ、と政元を地獄へと誘う不吉な歌となる。実際、元一は家臣に辞世を伝えさせる際、「若衆と聞こえるよう発音しろ」と指示したという。